# Department Q

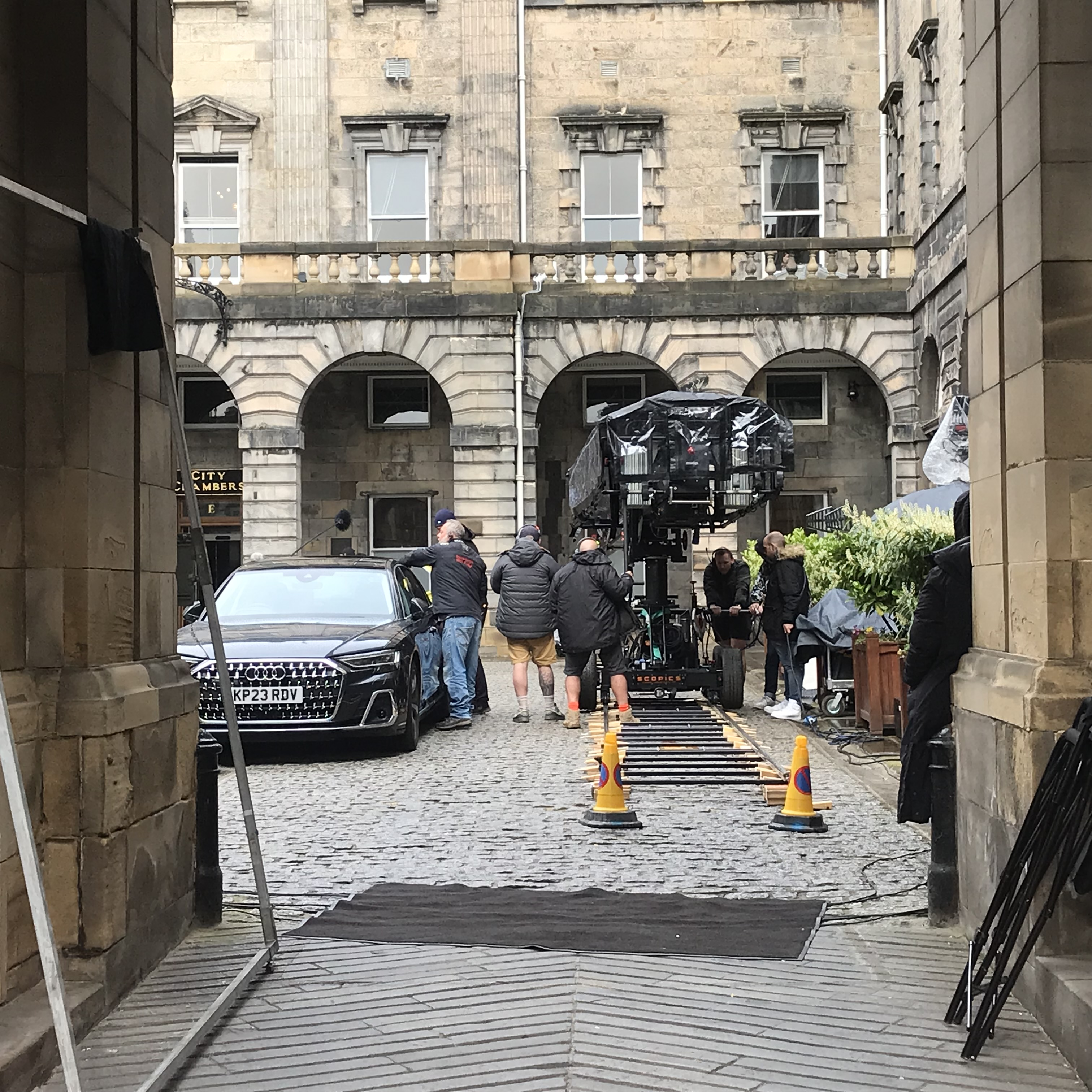
El rodatge va tenir lloc a l'Ajuntament d'Edimburg.

Department Q és una sèrie de televisió britànica de thriller criminal creada per Scott Frank, basada en la sèrie de llibres de Jussi Adler-Olsen. Es va estrenar el 29 de maig de 2025, amb subtítols en català.
El 6 de febrer de 2024, es va revelar que Stephen Greenhorn i Colette Kane escrivien el guió de la sèrie amb Scott Frank i Chandni Lakhani, mentre que Frank dirigiria els dos primers episodis.
El 6 de febrer de 2024, Matthew Goode, Chloe Pirrie, Alexej Manvelov, Leah Byrne i Kelly Macdonald van ser escollits per als papers principals de la sèrie.
El 27 d'abril de 2023 es va anunciar que la sèrie s'ambientaria a Edimburg, en comparació amb l'escenari de Copenhaguen de les novel·les originals. El rodatge va tenir lloc a Edimburg entre febrer i juny de 2024.